# Lysimachia ruhmeriana
Lysimachia ruhmeriana là một loài thực vật có hoa trong họ Anh thảo. Loài này được Vatke mô tả khoa học đầu tiên năm 1876.